# 斯瓦托恩卡門嶺
71°31′S 12°31′E / 71.517°S 12.517°E
斯瓦托恩卡門嶺（英語：Svarthornkammen Ridge）是南極洲的山脊，位於東部南極洲的毛德皇后地，屬於沃爾塔特山脈中彼得曼山脈的一部分，該山嶺由德國探險隊發現。